# Lamont-Doherty Earth Observatory
Lamont-Doherty Earth Observatory (LDEO) ist ein Forschungsinstitut der Geowissenschaften an der Columbia University.
Das Institut wurde 1949 auf Anregung von Maurice Ewing gegründet. Sein jetziger Direktor ist Sean C. Solomon.
Nach einer Schenkung der Henry L. and Grace Doherty Charitable Foundation wurde es 1969 in Lamont-Doherty umbenannt. Es liegt in Palisades (New York), einem Ortsteil von Orangetown, westlich vom Hudson River auf dem Grundstück des namengebenden Bankiers Lamont ca. 15 km nördlich von Manhattan.

## Bekannte Personen
- Wallace Broecker
- Gerard Bond
- Jürgen Kienle
- Taro Takahashi[2]
- Marie Tharp